# Werknemer

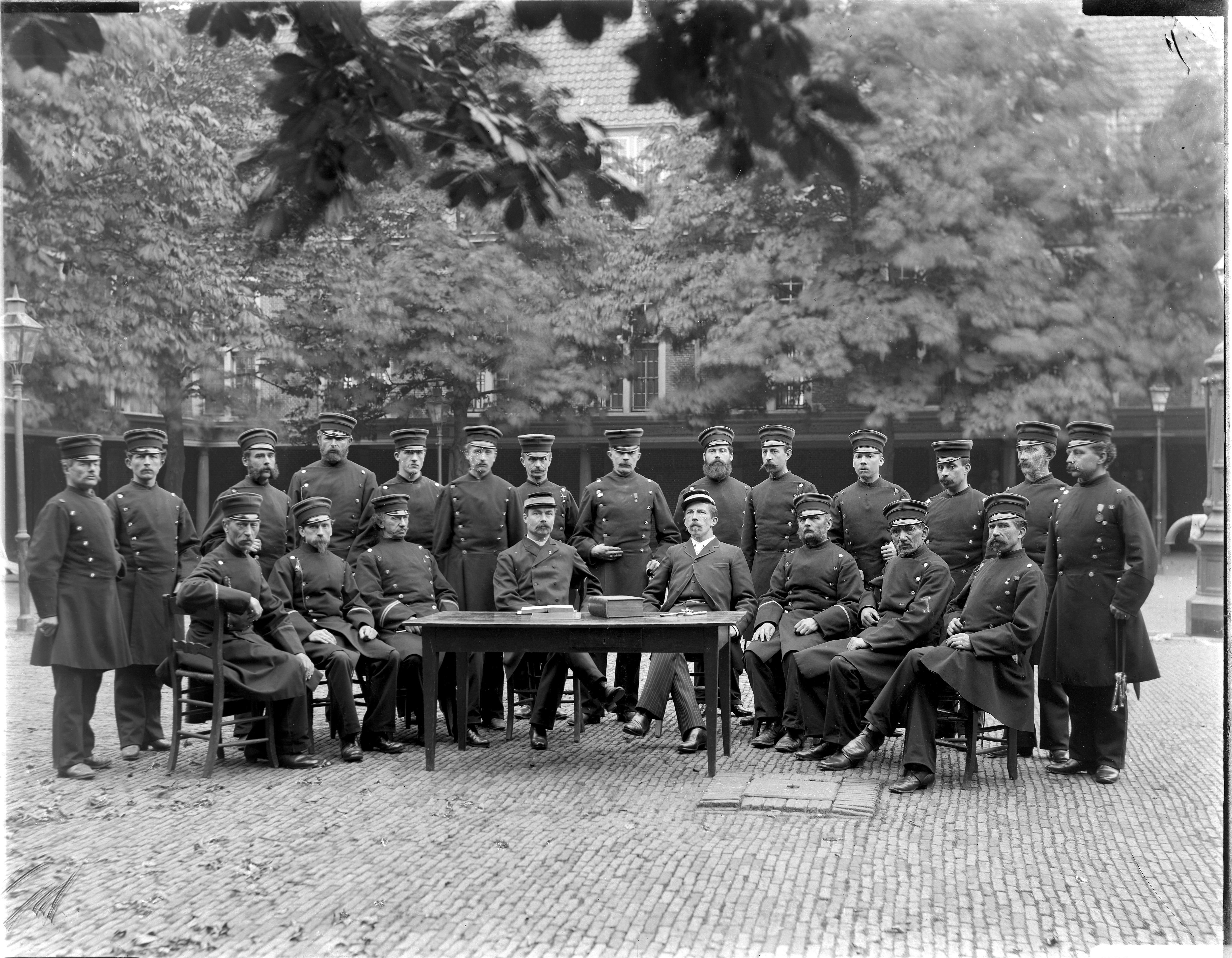
Groepsfoto van het personeel van de Militaire Strafgevangenis in het voormalige Pesthuis te Leiden. 1880

De werknemer is de contractuele wederpartij van de werkgever bij de arbeidsovereenkomst.

## Nederland
Volgens art. 7:610 BW wordt onder een arbeidsovereenkomst het volgende verstaan: De arbeidsovereenkomst is een overeenkomst waarbij de ene partij, de werknemer, zich verbindt in dienst van de andere partij, de werkgever, tegen loon gedurende een zekere tijd arbeid te verrichten. Er is sprake van een wederkerige overeenkomst: de werkgever betaalt loon en in ruil daarvoor verricht de werknemer de afgesproken arbeid.
Soms is het niet duidelijk of er sprake is van een arbeidsovereenkomst, omdat de werknemer bijvoorbeeld werkzaam is op basis van een oproepcontract en hij al een paar maanden niet is opgeroepen. Art. 7:610a BW geeft een rechtsvermoeden weer: Hij die ten behoeve van een ander tegen beloning door die ander gedurende 3 opvolgende maanden, wekelijks dan wel gedurende ten minste twintig uren per maand arbeid verricht, wordt vermoed deze arbeid te verrichten krachtens een arbeidsovereenkomst. Het gaat hier dus om een vermoeden. Dit betekent dat de werkgever tegenbewijs kan leveren dat hier geen sprake van is.

### De Hoge Raad en de arbeidsovereenkomst
In sommige gevallen is het niet duidelijk of er sprake is van een arbeidsovereenkomst. Te denken valt aan een advocaat die slechts één grote cliënt vertegenwoordigt. Er kan ofwel sprake zijn van een arbeidsovereenkomst ofwel sprake zijn van een overeenkomst van opdracht.
Tot 1997 oordeelde de Hoge Raad verschillend over deze kwestie. De ene keer oordeelde de Raad dat er wel sprake was van een arbeidsovereenkomst, omdat de persoon 'ingebed' was in de organisatie (A). De andere keer oordeelde de Hoge Raad weer dat er geen sprake was van een arbeidsovereenkomst, omdat de persoon geen inhoudelijke instructies kreeg van de werkgever (B).
A. Inbedding in de organisatie In de literatuur wordt dit ook wel het 'formele gezagscriterium' genoemd. Dit houdt in dat de rechter kijkt in hoeverre de werkzaamheden van de persoon overeenkomen met de andere werknemers in het bedrijf. Neem bijvoorbeeld iemand die dossiers inbindt voor een organisatie. Hij mag dit werk thuis doen, hij moet zijn gewerkte uren per maand declareren (de anderen in het bedrijf hoeven dit niet te doen) en hij moet zelf voor zijn materieel zorgen. In dit geval komen de werkzaamheden van de persoon niet overeen met de anderen die ook in de organisatie werken. Er kan op basis van het formele gezagscriterium geen sprake zijn van een arbeidsovereenkomst.
B. Inhoudelijk instructies In de literatuur wordt dit ook wel het 'materiële gezagscriterium' genoemd. De rechter kijkt dan of de werkgever inhoudelijk instructies geeft aan de persoon over hoe hij zijn werkzaamheden moet uitvoeren. Neem bijvoorbeeld iemand die mag werken wanneer hij daar zin in heeft en de werkgever bemoeit zich niet met zijn werkzaamheden. Op basis van het materiële gezagscriterium kan worden geoordeeld dat er geen sprake is van een arbeidsovereenkomst.
Aangezien de ene keer het formele en de andere keer het materiële gezagscriterium de doorslaggevende factor gaf, heeft de Hoge Raad in 1997 hier duidelijkheid in aangebracht. In het arrest Groen/Schoevers (HR 14 november 1997, NJ 1998/149) heeft de Hoge Raad een aantal criteria gegeven:
1. De bedoeling van partijen Allereerst dient de rechter te onderzoeken of de procespartijen bij het aangaan van de overeenkomst, een arbeidsovereenkomst beoogd hadden. Indien dit niet duidelijk is, moet er een bewijsopdracht worden gegeven aan partijen, zodat dit wel duidelijk wordt.
2. Het formele gezagscriterium Ten tweede bekijkt de rechter of de werknemer in de organisatie is ingebed.
3. Het materiële gezagscriterium Is de werknemer niet ingebed in de organisatie, dan kan er wellicht toch een arbeidsovereenkomst bestaan, omdat de werkgever inhoudelijke instructies gaf aan de werknemer.
4. De maatschappelijke positie van de partijen Ten slotte kijkt de rechter hoe de onderlinge verhoudingen liggen tussen de partijen. Blijkt bijvoorbeeld dat de werknemer zijn werk als 'extra' werk doet, naast zijn gewone baan, kan de rechter oordelen dat er geen sprake is van een arbeidsovereenkomst. De eerder genoemde criteria moeten dan ook in aanmerking worden genomen.

## België
Ook in België is de werknemer de contractuele wederpartij van de werkgever. Een werknemer is een natuurlijk persoon die onder een arbeidsovereenkomst in een ondergeschikte hiërarchische verhouding werkt tegen betaling. Men onderscheidt twee soorten werknemers in België: de arbeider en de bediende. Sommige delen van de wetgeving zijn van toepassing op alle werknemers (bijvoorbeeld inzake de opzeggingstermijnen), andere delen van de wetgeving maken een onderscheid tussen de twee groepen (bijvoorbeeld inzake het vakantiegeld). Dit onderscheid verliest aan relevantie onder druk van het gelijkheidsbeginsel en steeds nieuwere wetgeving (zie zo de Wet betreffende het eenheidsstatuut tussen arbeiders en bedienden van 26 december 2013)
Ambtenaren worden niet beschouwd als werknemers, aangezien ze niet werken onder een arbeidsovereenkomst. Ambtenaren worden aangenomen door middel van een eenzijdige administratieve rechtshandeling, die men de benoeming noemt.